# Russel Crouse
Russel Crouse (Findlay, 20 febbraio 1893 – New York, 3 aprile 1966) è stato uno scrittore statunitense e librettista noto per i suoi lavori teatrali rappresentati a  Broadway e scritti in collaborazione con Howard Lindsay.

## Biografia
Iniziò la sua carriera a Broadway nel 1928 come attore nella commedia Gentlemen of the Press, nella quale interpretò il personaggio di Bellflower. Nel 1931, comunque, volse la sua attenzione alla scrittura, realizzando il libretto per il musical The Gang's All Here, in collaborazione con Frank McCoy, Morrie Ryskind e Oscar Hammerstein II. Il suo primo lavoro, con il suo collaboratore di lungo termine, Howard Lindsay giunse nel 1934, quando revisionarono il libretto di P. G. Wodehouse/Guy Bolton per il musical di Cole Porter, Anything Goes.
Successivamente, Lindsay e Crouse divennero produttori teatrali a Broadway, spesso mettendo in scena i loro stessi lavori, e gestirono l'Hudson Theatre sulla 44th Street a New York.
Probabilmente, la loro migliore realizzazione fu quella del libretto del 1960, vincitore del Tony Award, per il musical The Sound of Music, musicato da Richard Rodgers con liriche dell'ex collaboratore di Crouse, Oscar Hammerstein II. La loro commedia del 1946, State of the Union vinse quell'anno il Premio Pulitzer per il dramma. L'ultima loro collaborazione fu Mr. President nel 1962.

## Spettacoli teatrali (parziale)
- Hold Your Horses Libretto di Russel Crouse e Corey Ford (prima: 25 settembre 1933)